# Past, Present, Future (Tiki Taane)
Past, Present, Future è l'album di debutto da solista di Tiki Taane, pubblicato nel 2007.

## Tracce
1. Whakapuaki
2. Tangaroa
3. Now This Is It
4. Our Favorite Target
5. Faded
6. Saviour Dub
7. Always on My Mind
8. Wotcha Got
9. Always on My Mind Dub
10. Music Has Saved Me
11. Past, Present, Future
12. It's All in Your Head
13. Tainui Waka